# خوان لافال

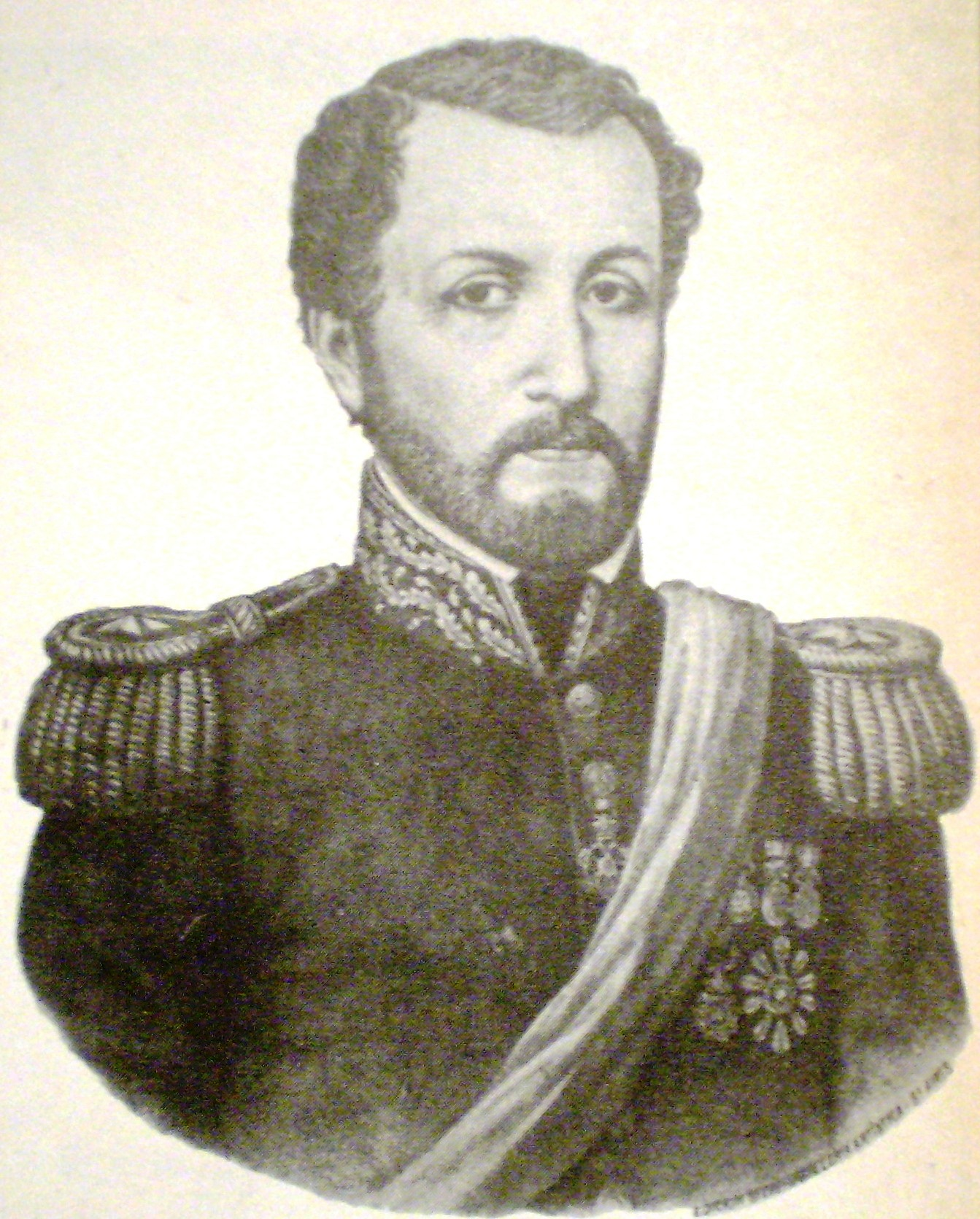
خوان لافال

خوان لافال (بالإسبانية: Juan Galo Lavalle)‏ ـ (17 أكتوبر 1797 ـ 9 أكتوبر 1841) هو قائد عسكري وزعيم سياسي أرجنتيني.

## حياته

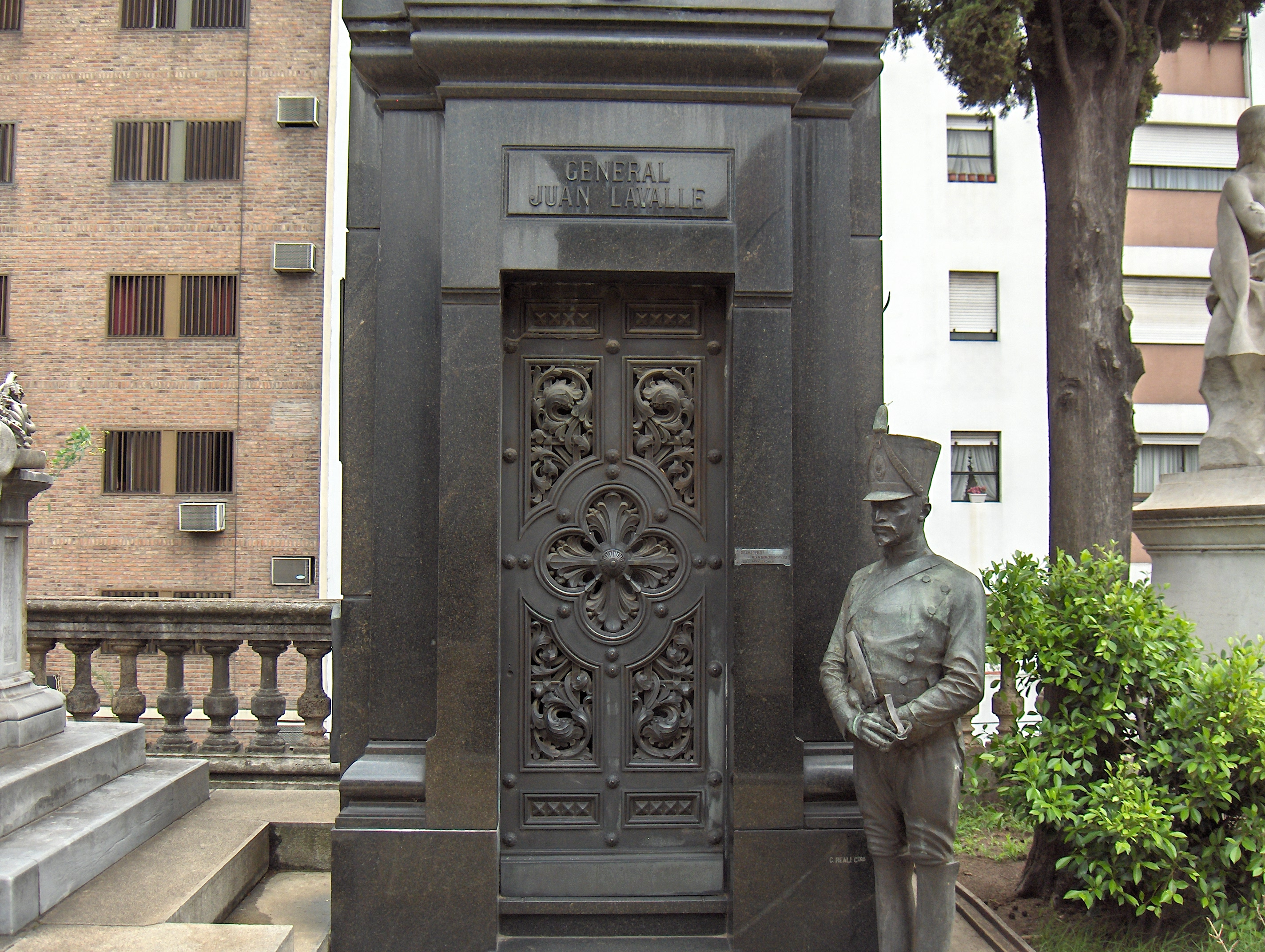
ضريح الجنرال لافال في مقبرة لا ريكوليتا

ولد خوان غالو لافال في العاصمة الأرجنتينية بوينس أيرس، وكان أبوه يعمل محاسبًا في ولاية ريو دي لا بلاتا. في سنة 1799 انتقلت الأسرة إلى العاصمة التشيلية سانتياغو، ثم عادت أدراجها إلى بوينس أيرس سنة 1807.
في سنة 1812، التحق لافال ـ ذو الأعوام الخمسة عشر ـ بفوج الفرسان رماة القنابل (بالإسبانية: Regimiento de Granaderos a Caballo)‏ كمتدرب، وفي العام التالي حصل على رتبة ملازم وانتقل إلى الجيش، الذي كان آنذاك يحاصر مونتيفيديو. في سنة 1815 شارك لافال في القتال ضد خوسيه خيرباسيو أرتيغاس، كما خاض معركة غوايابوس تحت قيادة مانويل دوريغو. في سنة 1816 انتقل لافال إلى مدينة مندوزا في غرب الأرجنتين لينضم إلى جيش الأنديز (بالإسبانية: Ejército de los Andes)‏ بقيادة خوسيه دي سان مارتين، وخاض معركتي تشاكابوكو ومايبو في تشيلي. ظل لافال مع سان مارتين طوال طريقه إلى بيرو وإكوادور وشارك في معركتي بيتشينتشا وريوبامبا، ولُقب بعد تلك الأخيرة ببطل ريوبامبا.
عاد لافال إلى بوينس أيرس بنهاية سنة 1823 إثر خلاف مع سيمون بوليفار، وعين لاحقًا حاكمًا لمقاطعة مندوسا، غير أنه لم يبق في منصبه هذا طويلًا؛ إذ عاد إلى ميادين القتال قائدًا لقوة من الفرسان قوامها ألف ومائتي فارس في الحرب ضد البرازيل، حيث لمع بشدة في معركتي باكاكاي وإيتوزاينغو في فبراير 1827، بعد أن تمكن من إلحاق الهزيمة بقوات الجنرال أبريو، وحصل هو على رتبة جنرال في ميدان تلك المعركة.
لدى عودة لافال إلى بوينس أيرس، كان رئيس اتحاد المحافظات المنتمي إلى الحزب الاتحادي برناردينو ريفادافيا قد استقال، وكان مانويل دوريغو قد انتُخب حاكمًا فيدراليًا لمقاطعة بوينس أيرس، فقاد لافال ـ الذي كان اتحادي التوجه ـ انقلابًا عسكريًا استولى به على الحكم وأعدم الحاكم دوريغو دون محاكمة، وبدأ عصرًا من حكم الإرهاب لاستئصال شأفة الحزب الفيدرالي، غير أنه فشل في إخضاع المقاومة في الأقاليم. وقد أظهر إحصاء سنة 1829 تناقص عدد سكان الأرجنتين بسبب زيادة عدد الوفيات بالمقارنة بعدد المواليد. في ذلك الحين، عاد خوسيه دي سان مارتين من أوروبا، وكان لافال قد عرض عليه ـ أثناء وجوده في مونتيفيديو أن يتولى حكم الأرجنتين باعتباره أصلح من يستطيع السيطرة على الوضع الفوضوي في البلاد نظرًا لسطوته على قادة الجانبين المتناحرين، غير أن سان مارتين أدرك أن السبيل الوحيد ليستطيع الحكم فعليًا وسط هذا العنف الفصائلي هو أن ينحاز إلى طرف ما دون الآخر، فرفض عرض لافال وعاد أدراجه إلى منفاه الاختياري في أوروبا.
لم تعترف المقاطعات الأخرى بشرعية حكم لافال، وساندت خوان مانويل دي روساس في مقاومته. ولم يلبث قوات روساس وقوات محافظ سانتافي إستانيسلاو لوبيث أن ألحقت الهزيمة بلافال في معركة جسر ماركيث، وقام روساس بمحاصرة لافال وإجباره على الاستقالة، وعُين خوان خوسيه يبيامونتي حاكمًا انتقاليًا، وأعيد المجلس التشريعي الذي حُل عقب انقلاب لافال، وقد قام ذلك المجلس التشريعي لاحقًا بانتخاب روساس حاكمًا. استقر لافال بعد خلعه في منطقة الضفة الشرقية لنهر أوروغواي (الباندا أورينتال).
أثناء إغلاق الفرنسيين لنهر لا بلاتا، رفض فركتوسو ريفيرا القيام بأي تحرك عسكري ضد روساس، الذي كان ريفيرا يدرك مقدار قوته. غير أن الاتحاديين أوعزوا إلى لافال بقيادة الهجوم، فطلب الأخير ألا يشاركه ريفيرا القيادة، مما أدى إلى انقسام الجيش إلى قسمين، قاد كل منهما قسمًا. كانت المؤامرات تدور في بوينس أيرس تمهيدًا لهجوم لافال، غير أن الجمعية الإصلاحية الشعبية (المازوركا) اكتشفت هذه المؤامرات ونجحت في وأدها في المهد، وقامت بتصفية عدد من المؤتمرين، ومنهم مانويل بيثنتي ماثا وابنه، وبيدرو كاستيللي، الذي نظم مظاهرة ضد روساس.
لم ينتظر روساس وصول المهاجمين، بل أصدر أوامره إلى باسكوال ايتشاغي بعبور نهر البارانا ونقل المعركة إلى الأوروغواي، فانقسم الجيش الأوروغواني قسمين، تراجع ريفيرا بأحدهما للدفاع عن مونتيفيديو، بينما تحرك لافال بالآخر صوب مقاطعة إنتري ريوس مؤملًا أن ينحاز إليه السكان المحليون في حربه ضد روساس، غير أن ظنه خاب؛ إذ فوجئ بمقاومة عنيدة من قِبلهم، فحوّل وجهته إلى مقاطعة كوريينتيس.
نجح الحاكم بيدر فيريه في دحر لوبيث، بينما تمكن ريفيرا من الانتصار على باسكوال ايتشاغي، فاتحين الطريق أمام لافال لاحتلال بوينس أيرس، غير أن امتداد أمد الحرب على نحو لم يتوقعه الفرنسيون وبشكل لا يضمن لهم انتصارًا، وفقدان الفرنسيين حماسهم بشأن جدوى إغلاق نهر لا بلاتا، دفع فرنسا إلى الدخول في مفاوضات سلام مع الكونفيدراليين ووقف مساعدتها المالية للافال، الذي ضاقت أمامه السبل أيضًا في المدن الإقليمية، ووقعت في صفوف قواته انشقاقات عديدة، فاضطر ـ إزاء فقدان كل هذا الدعم ـ إلى الخضوع للأمر الواقع والانسحاب من القتال، رغم أن بوينس أيرس كانت قد اتخذت أهبتها لمقاومته بالفعل.